# Ludwig des Coudres
Ludwig des Coudres   (Kassel, 10 de maig de 1820 - Karlsruhe, 23 de desembre de 1878) va ser un pintor d'història i retrats alemany. També va exercir com a professor a l’Acadèmia de Belles Arts de Karlsruhe. El seu fill, Adolf Des Coudres, era un pintor paisatgista molt conegut.

## Biografia
La família Des Coudres es va originar a Suïssa. El seu pare era el propietari de tercera generació d'una fàbrica de tapissos i va morir quan Ludwig només tenia dos anys. Un amic de la família, Ludwig Hummel (1770-1840), director de la Kunsthochschule Kassel, el va inspirar a començar a dibuixar i pintar.
L'any 1836 va començar els estudis d'arquitectura a la nova escola politècnica. L'any següent, va poder començar els estudis a la Kunsthochschule, on el seu professor era Ludwig Emil Grimm. Insatisfet amb l'èmfasi de l'escola en l'estil natzarè, ell i dos dels seus amics van marxar per iniciar el seu propi estudi i ensenyar-se ells mateixos. Poc després, va canviar de parer i va anar a estudiar a l'Acadèmia de Belles Arts de Múnic, amb Julius Schnorr von Carolsfeld. El 1843 va anar a passar dos anys a Roma. Allà, es va fer amic de Johann Wilhelm Schirmer, qui li va aconsellar que estudiés amb Karl Ferdinand Sohn i Wilhelm von Schadow a la Kunstakademie de Düsseldorf. Va ser allà on es va dedicar a la pintura de retrats.
El 1854, amb la recomanació de Schirmer, es va convertir en el primer director de l'Acadèmia de Karlsruhe, organitzant-ne les operacions i establint el currículum. Quatre anys més tard, es va casar amb Elise von Reck, filla d'un Oberst de Baden. El 1863, va ser l'autor d'una important obra sobre la protecció dels drets d'autor.
L'any següent, una caiguda sobre el gel va provocar ferides greus. Moriria d'una malaltia relacionada amb les complicacions de l'accident.

## Obres destacades
- Francesca da Rimini. 1850.
- La Magdalena Ploradora. 1852.

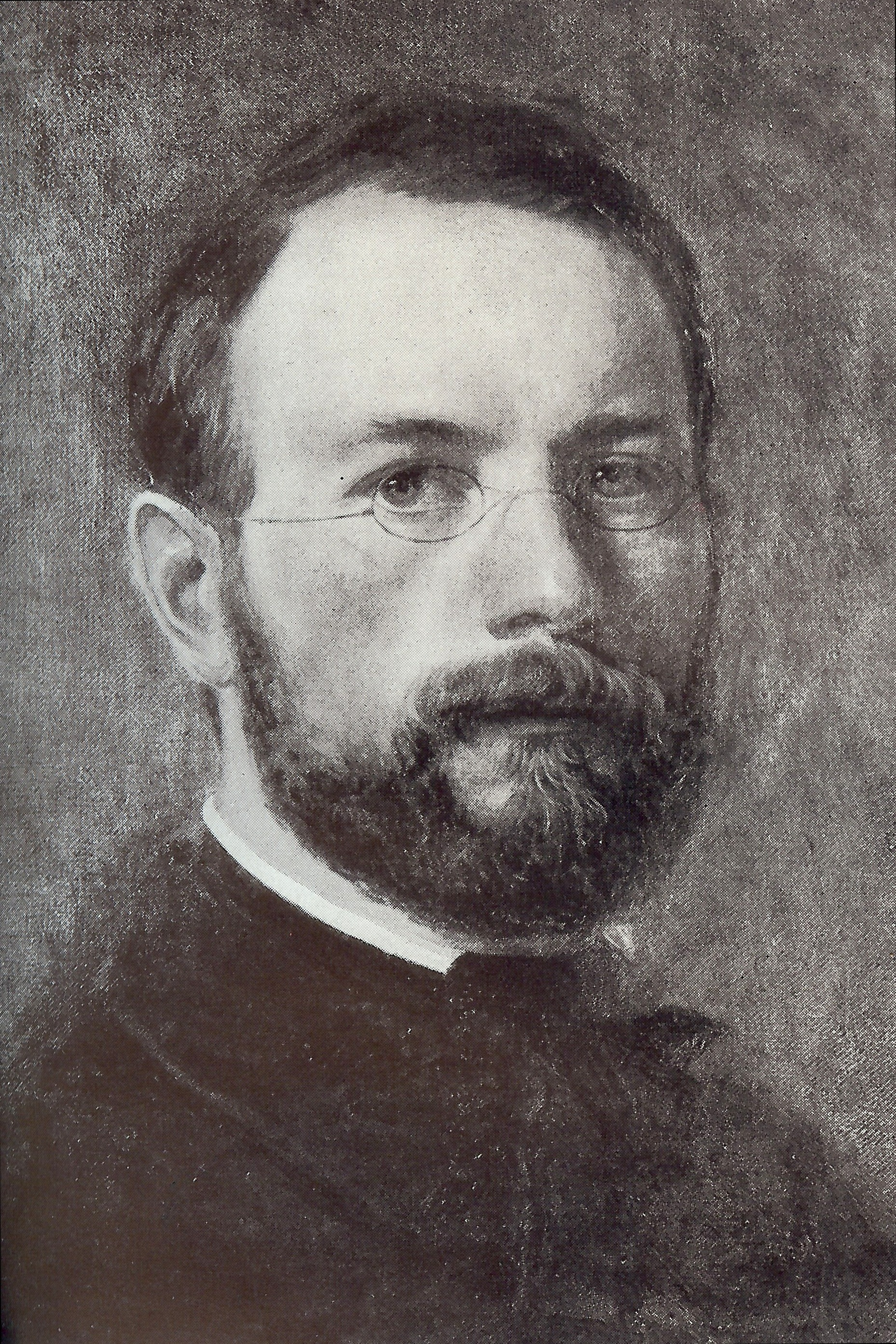
Autoretrat (c.1854)

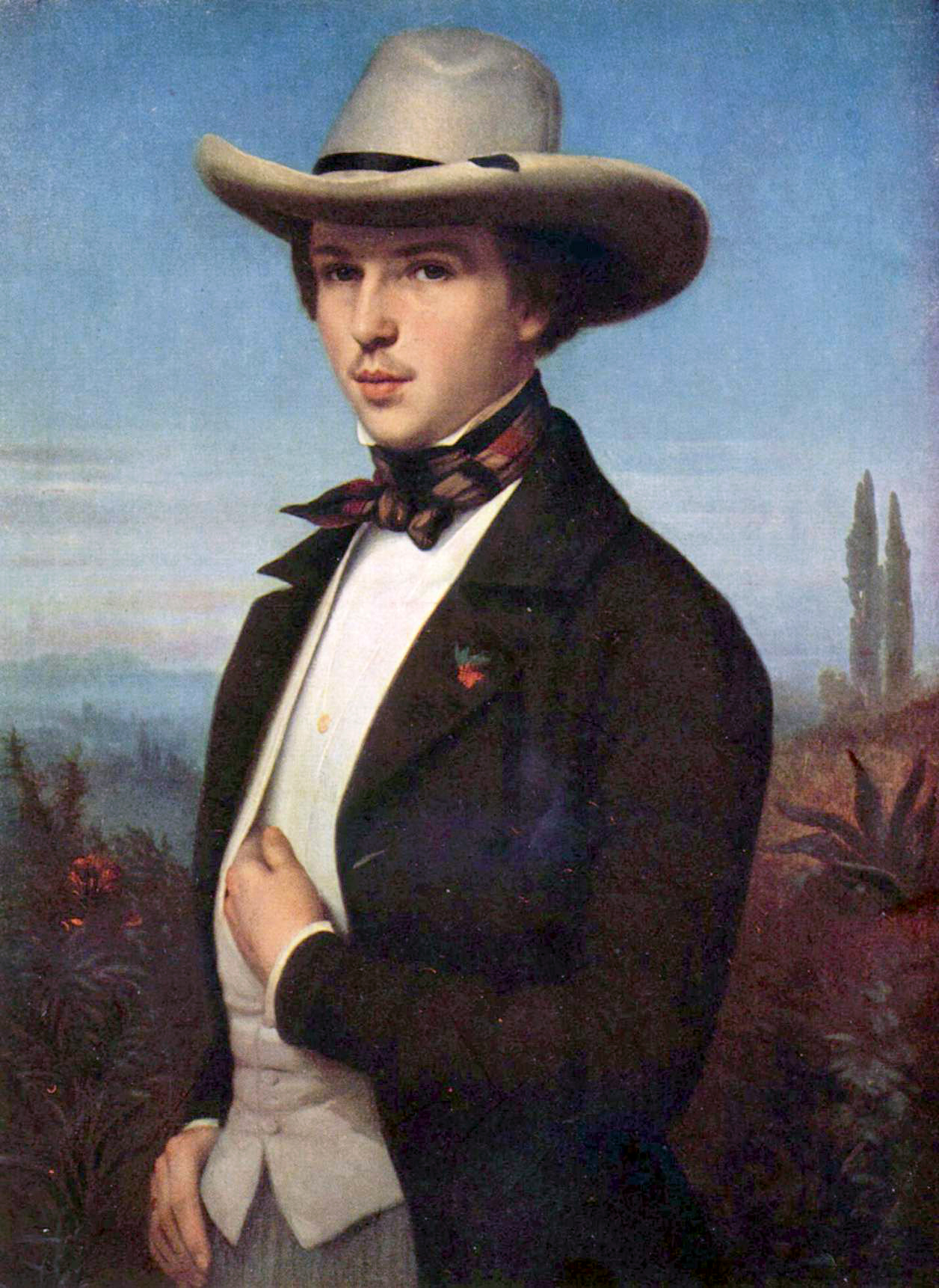
Retrat d’Oswald Achenbach

- La Lamentació abans de l'enterrament (Galeria Carlsruhe). 1855.
- L'Adoració dels pastors (en possessió del Gran-duc de Baden). 1857
- Les Santes Dones davant la Creu (a Sant Nicolau, Hamburg). 1863.
- Ifigenia (en possessió del Gran Duc de Baden). 1865.
- Sota la Creu Roja. 1872.
- Psique i Pan.
- Happy Existence — la imatge d'un nen.